# Lista postaci serialu Święta wojna
Lista postaci serialu Święta wojna – artykuł przedstawia bohaterów polskiego serialu telewizyjnego Święta wojna (1999–2009).

## Bercik

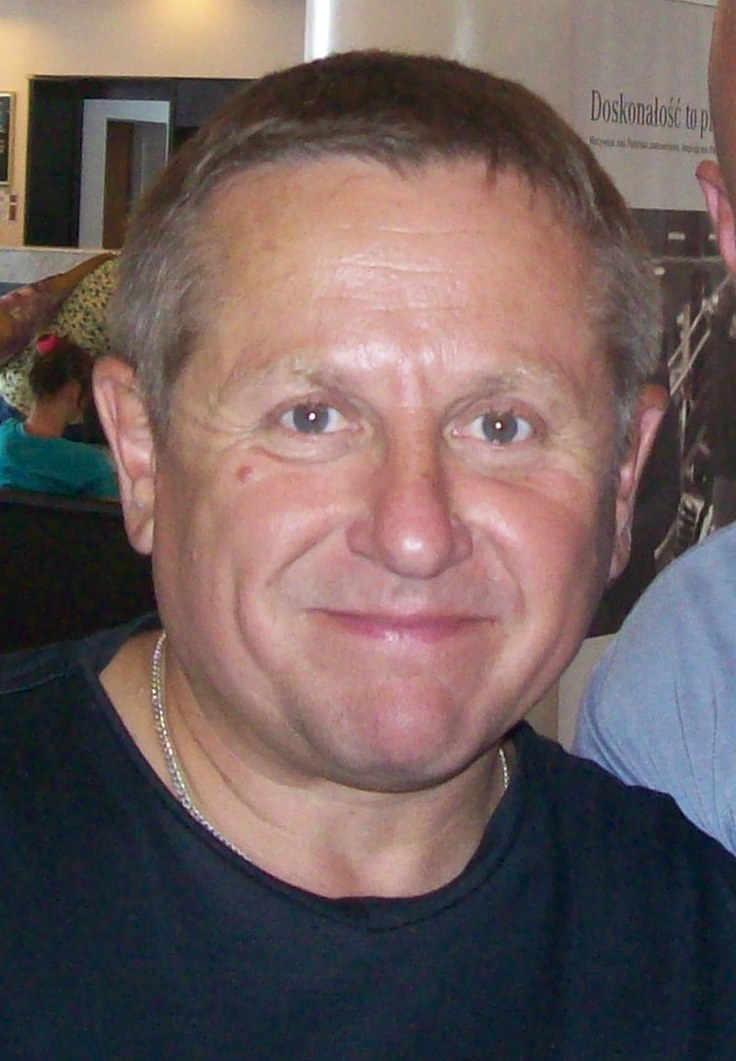
Krzysztof Hanke

Hubert Dworniok (Bercik) – główny bohater serialu, mąż Andzi i przyjaciel Zbyszka. Jest uważany za największego psychopatę na Śląsku, najczęściej zachowuje się tak, jak by miał problemy z psychiką. Często jego dziwne pomysły przynoszą kłopoty. Bercik uważa się za „hajera przodowego”. W przeszłości był górnikiem, jednak po zamknięciu kopalni, w której pracował znalazł się na rencie. Uwielbia piwo, które często pije w “Szynku u Alojza”. Nienawidzi wszystkiego, co jest związane z Sosnowcem i Warszawą. Wielokrotnie źle wypowiada się o Unii Europejskiej. Andzia wypomina mu, że w czasie referendum akcesyjnego do Unii mógł przynajmniej pójść głosować, a nie cały weekend pić piwo w szynku. Jest bardzo oporny na zmiany i nowoczesność, a sam siebie określa jako „śląskiego tradycjonalistę”. Krytykuje kapitalizm i z wielkim sentymentem wspomina czasy Edwarda Gierka. Nagminnie używa słów: „gorol”, „hapol”, „chachor”. Bardzo często śnią mu się dziwne sny. Był radiotelegrafistą w wojsku. Często daje się oszukać za pieniądze Gerardowi. Jest zbyt ufny wobec nowo poznanych ludzi, gdyż za każdym razem, kiedy się przedstawia, podaje im swój adres: „Hubert Dworniok, Korfantego 13/6". Jest bardzo leniwy i ma słabość do młodych kobiet, które wielokrotnie sprasza do domu pod nieobecność Andzi, proponując im „tradycyjne śląskie mycie pleców”. Cechuje się też fałszywą pobożnością. Nie cierpi swojego szwagra Ernesta, którego krytykuje za jego snobistyczny styl życia, drogie samochody i żyłkę do interesów (zarzuca mu nieuczciwość i przekręty). Jednak w jego obecności jest zawsze bardzo miły, licząc, że dostanie u niego jakąś pracę. Niejednokrotnie w tym względzie wstawia się za nim Andzia. Jednak każde próby zatrudnienia u Ernesta kończą się kompletną katastrofą, które powodują duże kłopoty dla szwagra Bercika, a nawet likwidację biznesów.
Grany przez Krzysztofa Hanke.

## Zbyszek

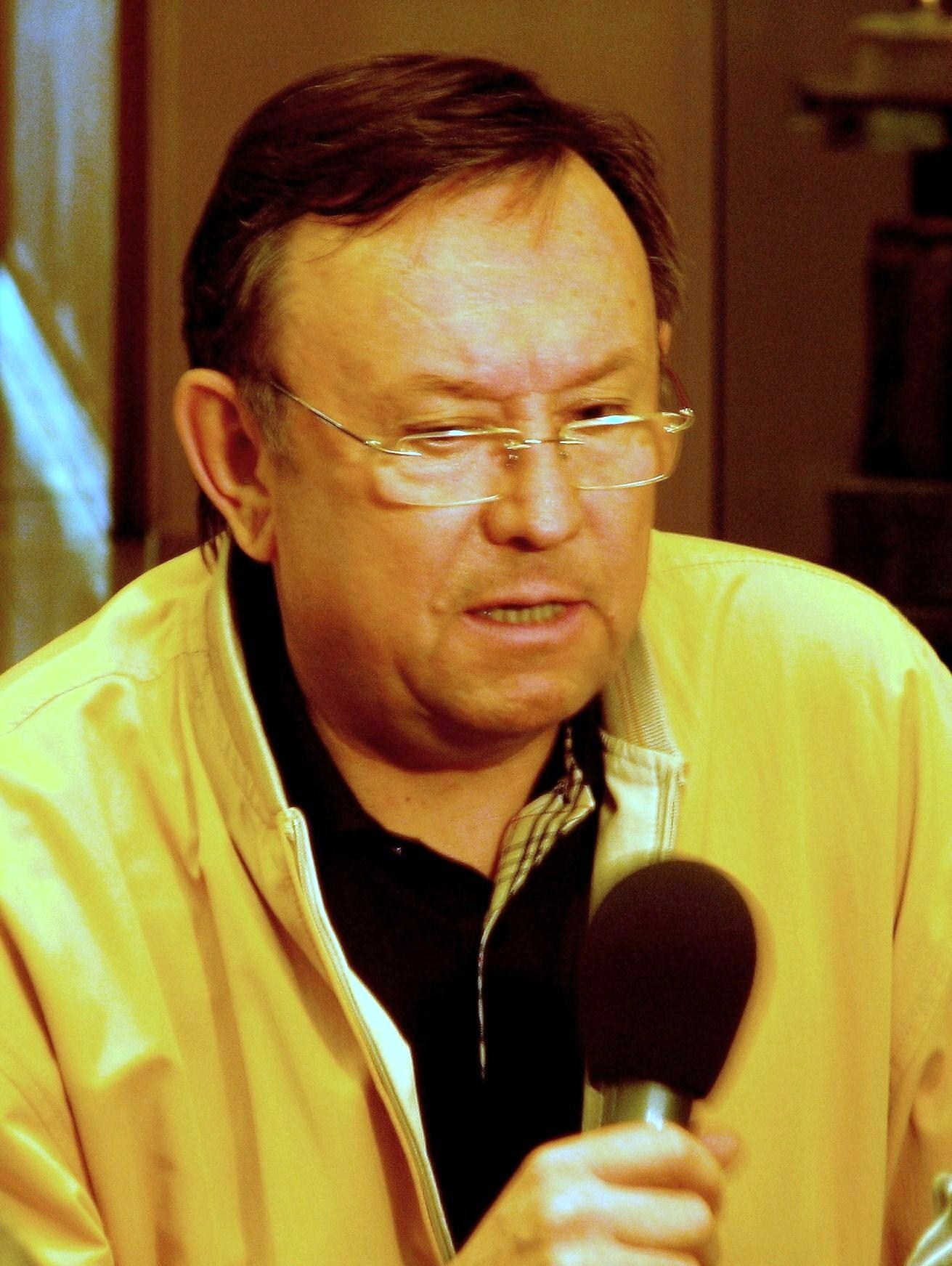
Zbigniew Buczkowski

Zbyszek Pyciakowski – kolega Bercika z wojska, w którym służył jako mechanik; jego najlepszy przyjaciel. Pochodzi z Warszawy, mieszka na Mokotowie. W weekendy handluje na katowickim bazarze. Jest kawalerem, jednak często przyprowadza do Bercika swoje narzeczone z którymi szybko się rozstaje. Najdłużej był związany z Agnieszką. Kiedy zdenerwuje Bercika, ten krytykuje go za to, że jest „gorolem”, a to właśnie „gorole” z Warszawy zamknęli jego kopalnię. Zbyszek jest bardzo mądry, a często wręcz przemądrzały i z tego też powodu miejscowi uważają go za typowe uosobienie „krawaciarza” i „warszawskiego cwaniaka”. Jego ulubionym powiedzeniem jest: „nie ma to tamto”. Karlikowa wraz z księdzem proboszczem uważają, że ma on bardzo zgubny wpływ na Bercika, oczywiście nigdy nie mówią mu tego wprost. W ostatnim odcinku wychodzi na jaw, że Zbyszek ma syna – Grzecha.
Grany przez Zbigniewa Buczkowskiego.

## Andzia

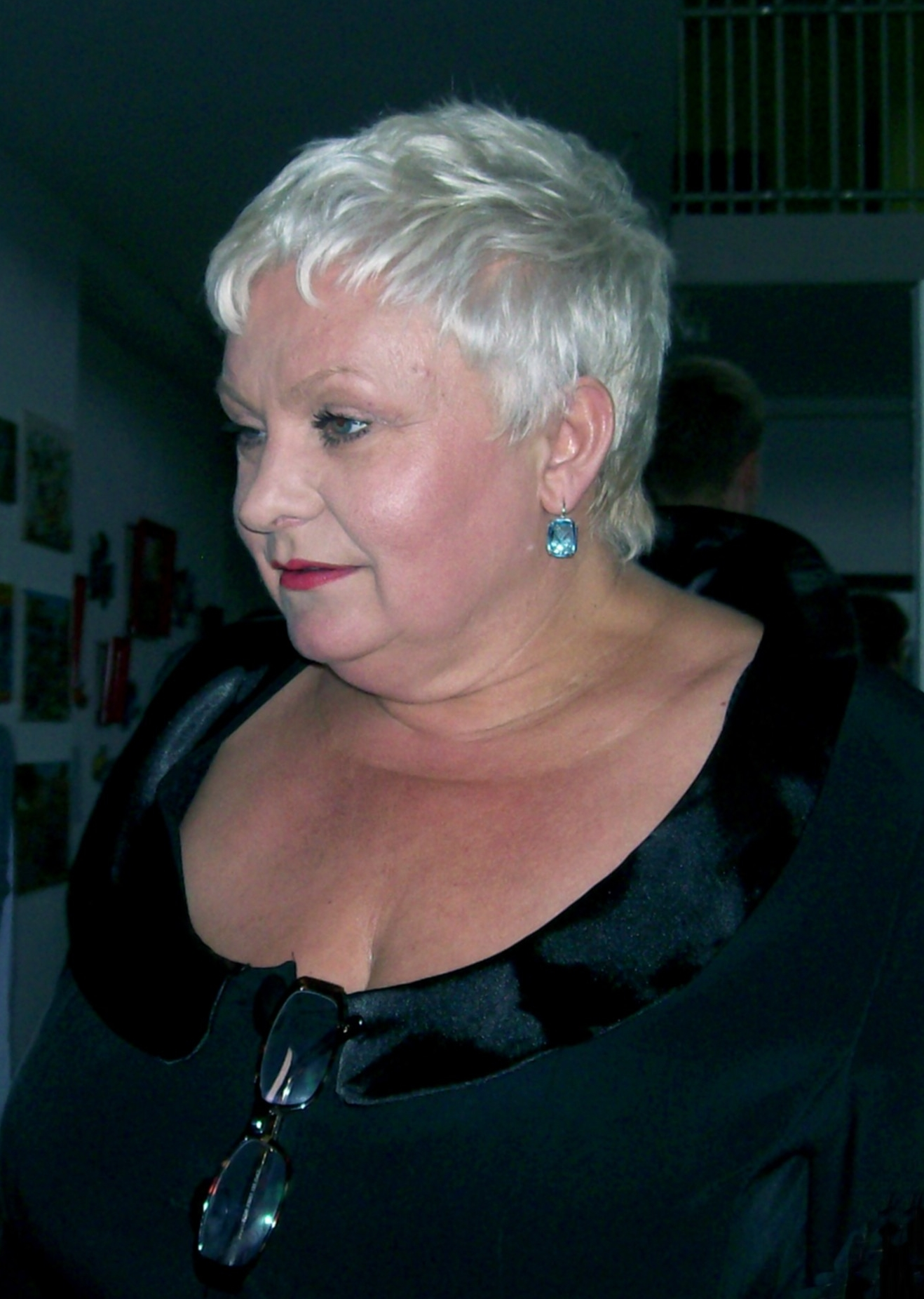
Joanna Bartel

Anna Dworniok (Andzia) z domu Kowolik – żona Bercika. W przeszłości pracowała w Kolonii. Potrafi zepsuć każdy plan swojego męża. Jest bardzo pracowita i nie lubi pijaństwa. Początkowo była nastawiona z dużą wrogością do Zbyszka oraz Warszawy, ale z czasem się to zmieniło. Czyta dużo kolorowych pisemek oraz lubi oglądać telenowele. Ma przyjaciółkę Krysię, którą często odwiedza. Jest bardzo stanowczą kobietą. W pełni dysponuje pieniędzmi męża, które mu skromnie wydziela, aby nie przepijał ich w „Szynku u Alojza”. Codziennie wypomina swojemu mężowi lenistwo, co powoduje wiele konfliktów małżeńskich. Wielokrotnie próbowała przekonać swojego brata – Ernesta by ten zatrudnił go w swojej firmie, niestety nigdy jej się to nie udaje.
Grana przez Joannę Bartel.

## Ernest
Ernest Kowolik – brat Andzi, szwagier Bercika, którego nie cierpi z wzajemnością, nazywany przez niego pogardliwie „hapolem”. Bercik zawsze kiedy Ernest zakłada nowy biznes, próbuje najpierw wejść do jego firmy, kiedy jednak się to nie udaje, naśladuje go, szukając różnych sposobów do założenia przedsiębiorstwa lub zrobienia biznesu. Jest zamożnym i rzutkim człowiekiem. Często przez męża swojej siostry doznawał rozstroju nerwowego i zaburzeń psychicznych. Przez pewien czas przebywał nawet przez niego w szpitalu psychiatrycznym. Niedługo po wyjściu z psychiatryka i dojściu do siebie wyjechał na stałe do Tybetu, bo miał dosyć Bercika. Postanowił tam oddać się medytacji i odzyskać równowagę psychiczną i duchową. 
Grany przez Józefa Poloka.

## Alojz

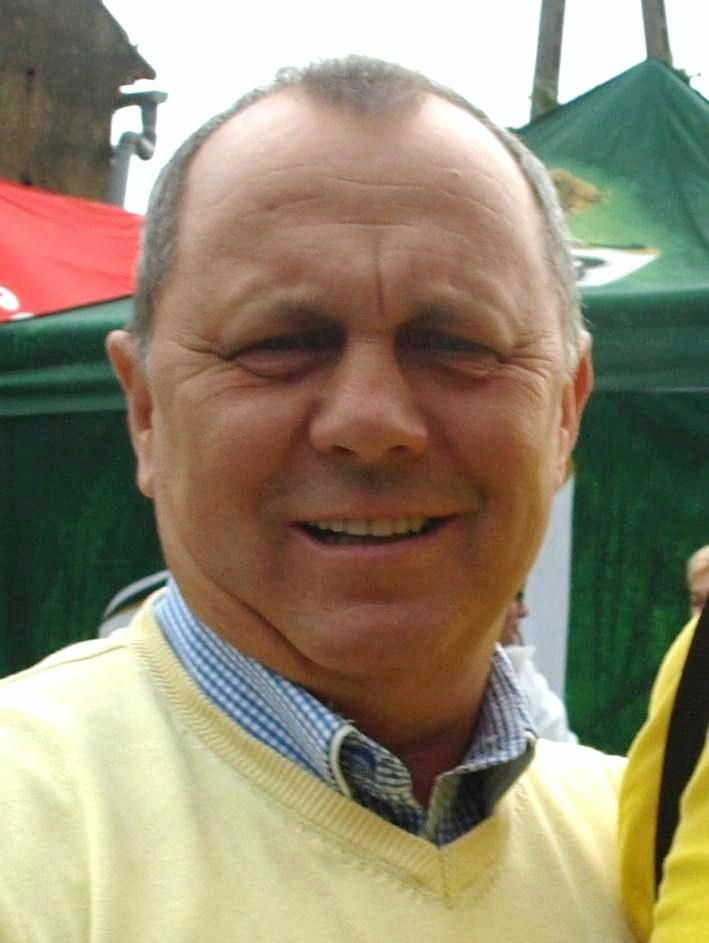
Grzegorz Stasiak

Alojz – jest właścicielem „Szynku u Alojza”. Przejął szynk po swoim ojcu, który również miał na imię Alojz. Bercik oraz jego koledzy to jego stali klienci. Alojz często daje im piwo „na krechę”. Ernest przerobił jego szynk na nowoczesny pub.
Grany przez Grzegorza Stasiaka.

## Kipuś
Kipa Kipuś – gruby, łysy i wysoki kolega Bercika. Stały klient Alojza. Dawniej był nauczycielem flamenco. Później pracował jako masażysta u Ernesta. Z wykształcenia jest rzeźnikiem. Ma kuzyna Krzysia z Białegostoku. Nie ma zwyczaju opuszczania „Szynku u Alojza” przed jego zamknięciem. Jego ojcem jest Jorguś Kiper. Ma żonę, która lubi czytać kolorowe pisma. Zdarza się mu wyłudzać od Bercika pieniądze. 
Grany przez Andrzeja Mrozka.

## Gerard

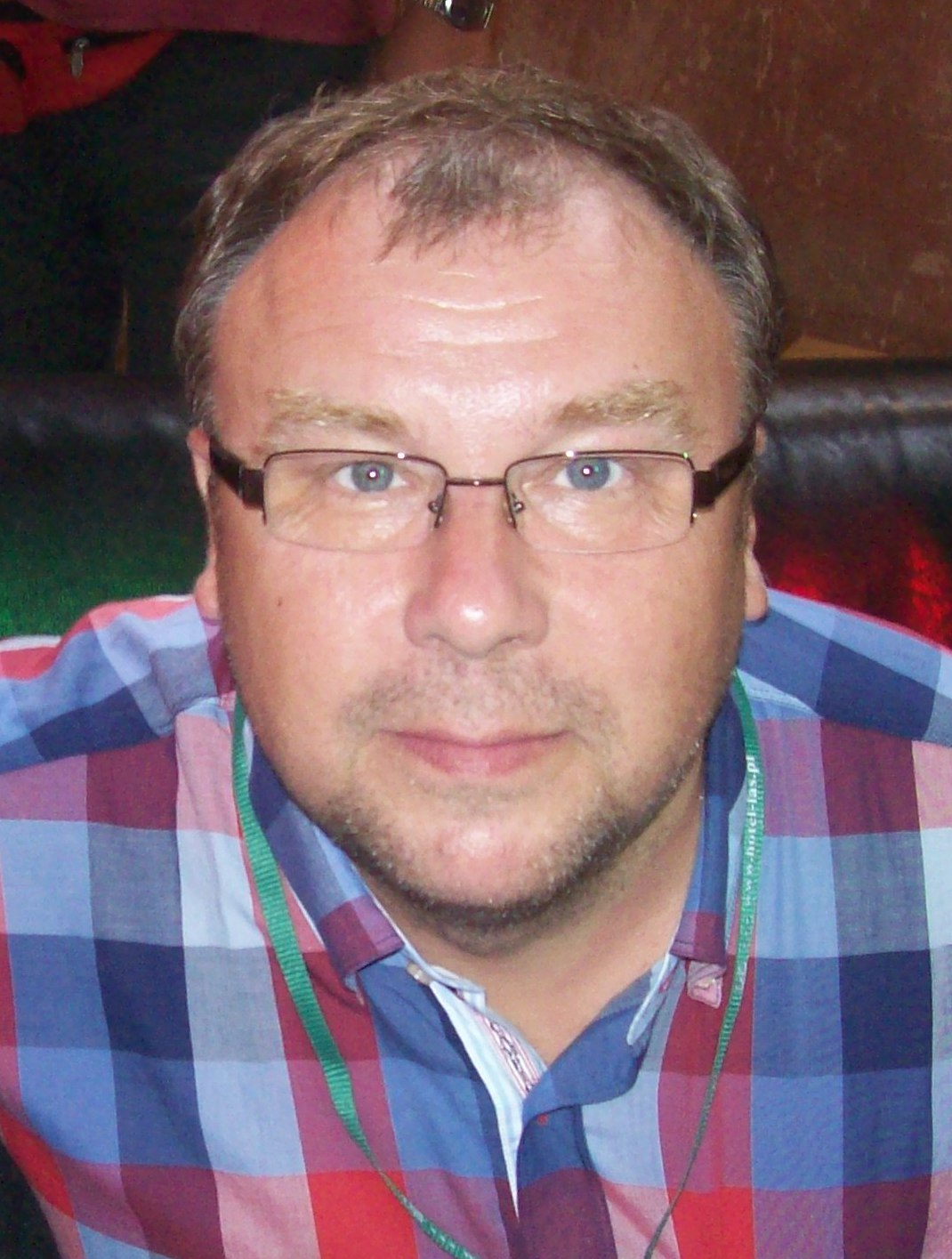
Bogdan Kalus

Gerard Nowok – kolega Bercika, stały klient Alojza. Żonaty. Często przepija własne pieniądze, dlatego też prosi Bercika o tradycyjnego śląskiego „pięcioka na piwo”. Po wypiciu kilku piw staje się wielkim filozofem. Zna wielu ludzi, dlatego zawsze „pomaga” Bercikowi w założeniu biznesu. Pół roku przebywał w zakładzie penitencjarnym we Wronkach za handel kradzionymi częściami do samochodów. Spędził też rok w więzieniach: w Strzelcach Opolskich, warszawskiej dzielnicy Białołęka oraz ponownie we Wronkach. Wszystkie jego kłopoty z prawem są związane z jego nieuczciwymi interesami.
Grany przez Bogdana Kalusa.

## Johnny
Janusz, Jan Popczyk, dla przyjaciół Johnny – listonosz; przynosił Bercikowi rentę, a ten zawsze witał go z giwerą. Później okazało się, że jest spokrewniony z Andzią, a następnie został biznesmenem, posiada zamek w Kiermusach, do którego zaprosił wszystkich znajomych (łącznie z Bercikiem), pisząc im list, w którym napisał, że mają się przebrać w średniowieczne ubrania i uczestniczyć w tamtejszym balu. Wszystko było po to, aby zemścić się na Berciku za liczne witanie go z giwerą, więzienie, wystawianie na balkonie. Zamknął Bercika w lochach, co było dla niego przyjemnością, ponieważ było z nim wiele ładnych i młodych dziewczyn. Jego matka nazywała się Anna Jesień– stąd wziął nazwę całego zdarzenia – Jesień Średniowiecza.
Grany przez Pawła Poloka.

## Karlikowa
Karlikowa – jest sąsiadką Dwornioków. Jest bardzo natrętna i znana z plotkarstwa. Ma męża Karlika. Przed ślubem pracowała jako striptizerka. Codziennie uczestniczy we Mszy Świętej i ma bardzo dobre relacje z księdzem proboszczem. Lubi brata Andzi-Ernesta, którego uważa za wzór mężczyzny.
Grana przez Gertrudę Szalszównę.

## Karlik
Karlik – sąsiad Dwornioków, mąż Karlikowej. Jest stary i wiecznie śpi. 
Grany przez Ryszarda Opydę.

## Ewald

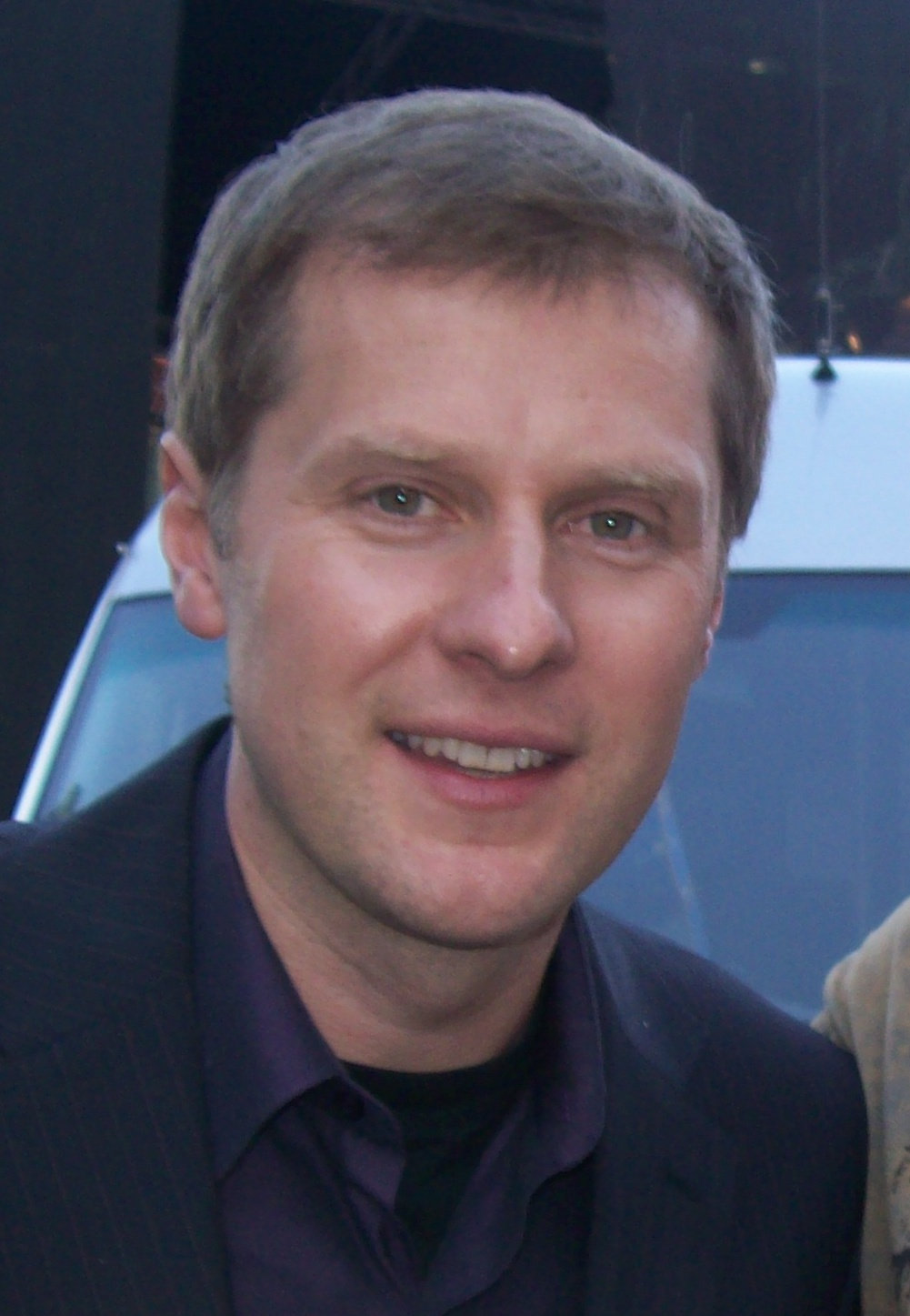
Krzysztof Respondek

Ewald – kolega Bercika. Ma własny zespół muzyczny, z którym występował m.in. w Paryżu gdzie skończył kurs gotowania. Jest też kucharzem. Był kierownikiem teatru w Katowicach.
Grany przez Krzysztofa Respondka.

## Hubert Stańczyk
Hubert Stańczyk (Hubercik) – krewny Dwornioków, chodzi do 5 klasy i jest z Sosnowca. Jest bardzo przemądrzały. Chwali się tym co poznał w szkole.
Grany przez Jana Jakuba Skupińskiego.